# Penny Barber
Penny Barber (* 24. Mai 1985 in Kalifornien) ist eine US-amerikanische Pornodarstellerin.

## Karriere
Penny Barber begann ihre Karriere in der Branche kurz nach ihrem 18. Geburtstag. Der Name „Penny Barber“ leitet sich von einer Figur aus dem Zeichentrick-Abenteuer „The Rescuers“ aus den 1970er-Jahren ab, wie sie in einem Chat berichtete. Sie ist neben ihren Fetisch-Filmen für ihre Szenen in MILF-Produktionen bekannt.
Barber lebt im kalifornischen San Francisco und ist verheiratet.

## Filmografie (Auswahl)
- 2024: Rock Bottom
- 2024: Dirty Cops (Digital Playground)
- 2024: Big Tit MILF Next Door 5
- 2024: The Older Woman (MILFY)
- 2024: MILF Dreams Vol. 1
- 2023: Pampering Our Sitter
- 2023: Perv Therapy 3
- 2023: The Secret Lives Of Stepmothers And Sons 4
- 2023: Blacked Raw V 62
- 2023: MILF Hunter Vol. 41

## Auszeichnungen
- 2025: XBIZ Award – Best Sex Scene – All-Girl[1]
- 2025: XBIZ Award – MILF Performer of the Year[1]
- 2024: AVN Award – MILF/Cougar Performer of the Year[1]
- 2024: XBIZ Award – Best Sex Scene – All-Girl (in Through My Window)[1]
- 2024: Urban X Award – MILF Performer of the Year award
- 2024: NightMoves Award – Best MILF Performer[1]